# Tren histórico

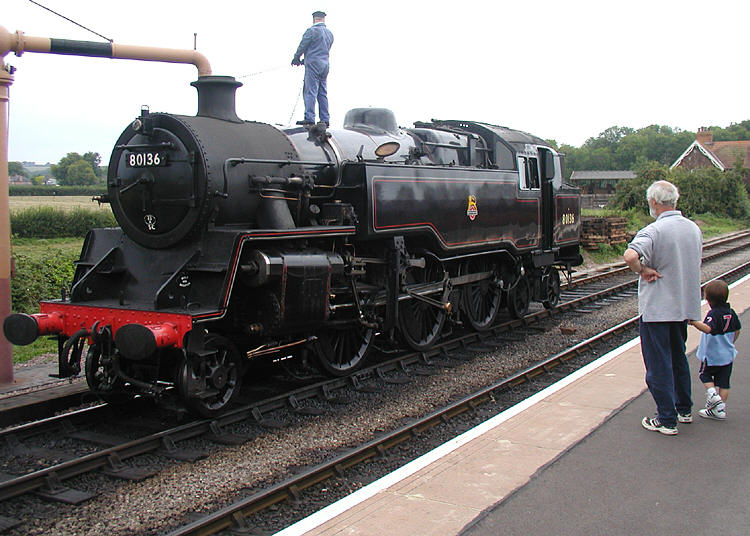
Una locomotora cisterna toma agua a través de una grúa en la estación Bishops Lydeard, del Ferrocarril de West Somerset.

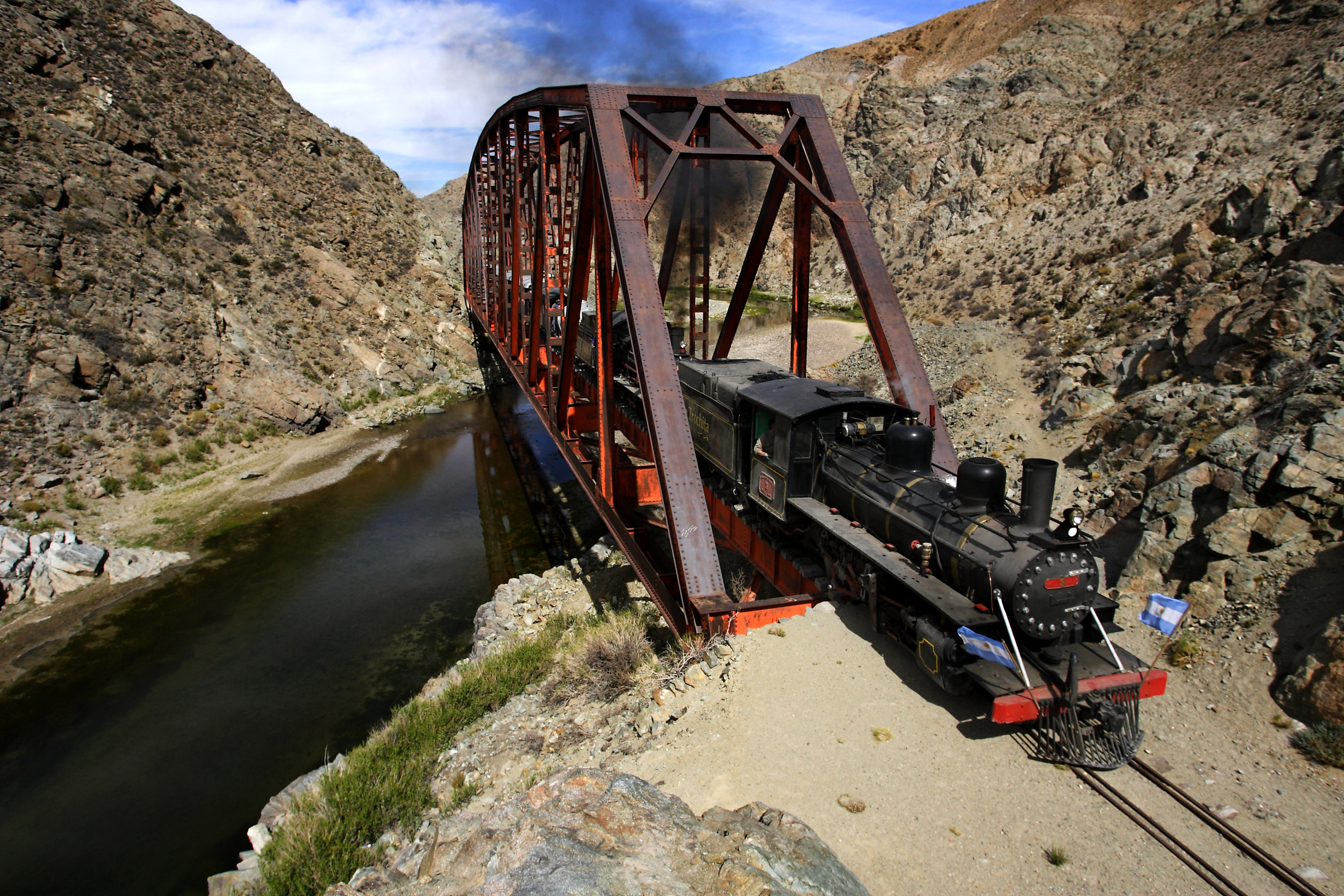
Ferrocarril patrimonial La Trochita, Viejo Expreso Patagónico, sobre el Río Chico, provincia de Río Negro.

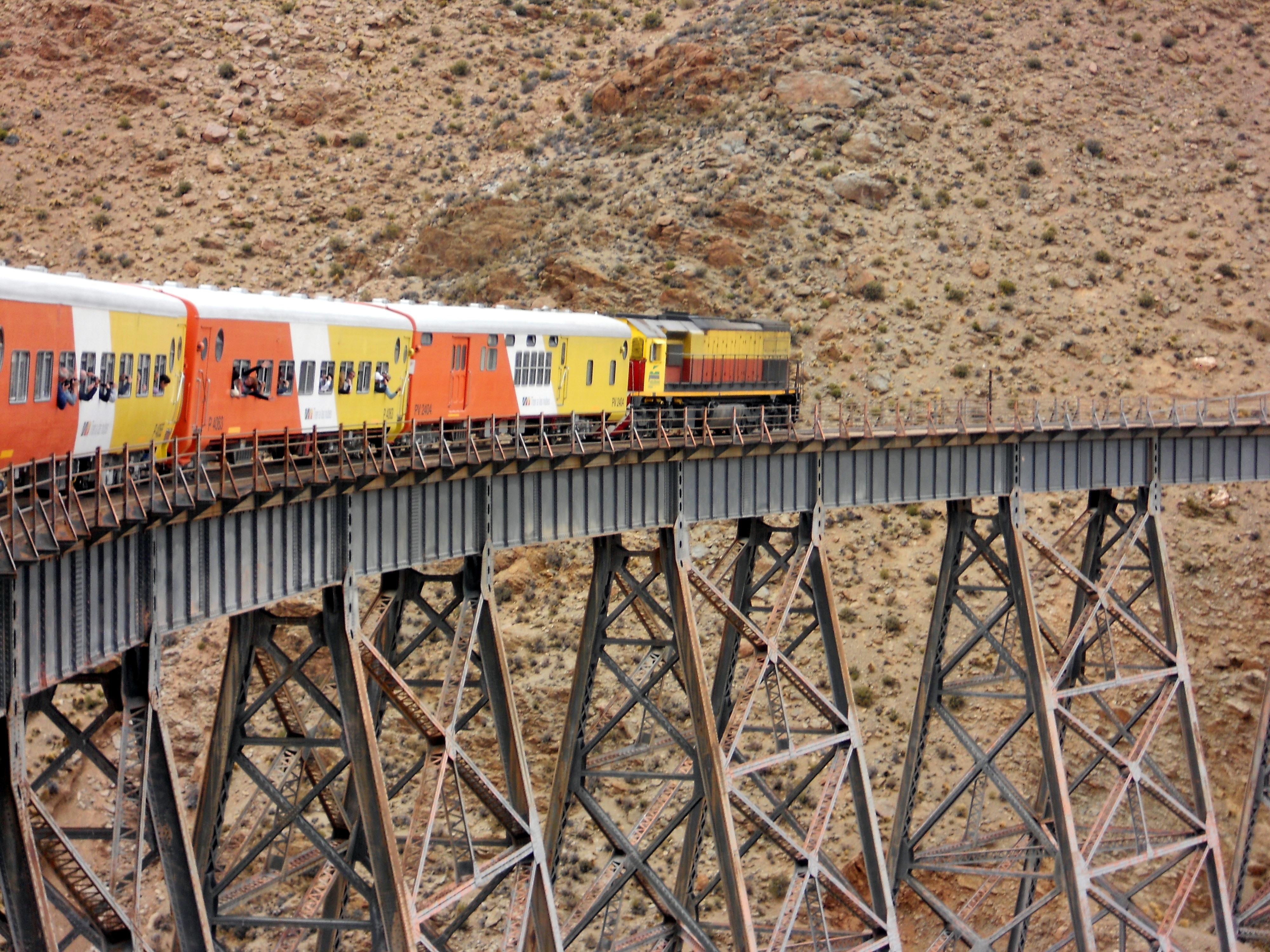
Tren a las nubes en la provincia de Salta.

Un tren histórico o ferrocarril patrimonial es un tren turístico que opera con trenes históricos. Son por lo general líneas ferroviarias que en algún momento funcionaron con fines comerciales hasta que fueron cerrados por ya no ser necesarios, y luego fueron reabiertas por voluntarios o por organizaciones con fines de lucro. Es común en estos ferrocarriles la tracción mediante una locomotora a vapor y los coches con bancos de madera.

## Definición
La Oficina Británica de Ferrocarriles y Carreteras define los ferrocarriles patrimoniales de la siguiente manera:
... "líneas de interés local", ferrocarriles museo o ferrocarriles turísticos que han conservado o asumido el carácter y la apariencia y las prácticas de explotación de los ferrocarriles de antaño. Varias líneas que operan de forma aislada ofrecen auténticas instalaciones de transporte, proporcionando enlaces con la comunidad. La mayoría de las líneas constituyen atracciones turísticas o educativas por derecho propio. Gran parte del material rodante y otros equipos utilizados en estos sistemas son originales y tienen valor histórico por sí mismos. Muchos sistemas pretenden reproducir tanto el aspecto como las prácticas de explotación de las antiguas empresas ferroviarias históricas.

## Infraestructura
Las líneas ferroviarias patrimoniales cuentan con infraestructuras ferroviarias históricas que han sido sustituidas (o han quedado obsoletas) en los sistemas ferroviarios modernos. Las instalaciones históricas, como las agujas accionadas a mano, las grúas de agua y los raíles fijados con clavos martillados a mano, son rasgos característicos de las líneas patrimoniales. A diferencia de los ferrocarriles turísticos, que transportan principalmente turistas y cuentan con instalaciones y vehículos modernos, las infraestructuras de las líneas patrimoniales crean vistas y paisajes sonoros del pasado en funcionamiento.

## Operación
Debido a la falta de tecnología moderna o al deseo de precisión histórica, las operaciones ferroviarias pueden manejarse con prácticas tradicionales como el uso de fichas. La infraestructura y las operaciones del patrimonio suelen requerir la asignación de funciones, basadas en ocupaciones históricas, al personal ferroviario. En algunos ferrocarriles patrimoniales se puede ver a parte del personal y a los voluntarios, incluidos los jefes de estación y los encargados de las señales, a veces con atuendos apropiados para la época. La mayoría de los ferrocarriles patrimoniales utilizan material rodante patrimonial, aunque pueden utilizarse vehículos ferroviarios modernos para mostrar escenas ferroviarias con infraestructuras de líneas históricas.

### Costo
Mientras que algunos ferrocarriles patrimoniales son atracciones turísticas rentables, muchos son entidades sin ánimo de lucro; algunos de estos últimos dependen de voluntarios entusiastas para el mantenimiento y las operaciones para complementar los ingresos del tráfico y los visitantes. Otros ferrocarriles patrimoniales ofrecen una opción viable de transporte público y pueden mantener sus operaciones con los ingresos de los pasajeros habituales o con subvenciones del gobierno.

## Argentina
El Tren del Fin del Mundo es un ferrocarril de trocha de 500 mm (trocha angosta) que conecta el Parque nacional Tierra del Fuego con las cercanías de la ciudad de Ushuaia. Fue reabierto en 1994.
La Trochita (Viejo Expreso Patagónico) es un ferrocarril de trocha de 750 mm que usa locomotoras de vapor. Tiene 402 km de extensión y circula al pie de los Andes entre Esquel y El Maitén en la provincia de Chubut e Ingeniero Jacobacci en la provincia de Río Negro. 
En el sur de Argentina, el Tren del Fin del Mundo al parque nacional de Tierra del Fuego está considerado el ferrocarril en funcionamiento más austral del mundo. El ferrocarril patrimonial comenzó a funcionar en 1994, tras la restauración del antiguo ferrocarril de vapor de 500 mm (19+3⁄4 pulgadas) (de vía estrecha). 
En la provincia de Salta, en el noreste de Argentina, el Tren a las Nubes recorre 220 km de vías de 1.000 mm de ancho en lo que es uno de los ferrocarriles más altos del mundo. La línea tiene 29 puentes, 21 túneles, 13 viaductos, dos espirales y dos zigzags, y su punto más alto está a 4.220 metros sobre el nivel del mar.
En la Provincia de Misiones, más concretamente en el parque nacional de Iguazú, se encuentra el Tren Ecológico de la Selva. Con una velocidad inferior a los 20 km por hora para no interferir con la fauna y las formaciones son propulsadas a gas licuado de petróleo (GLP), un combustible no contaminante.
El Tren Histórico de Villa Elisa (operado por el Ferroclub Central Entrerriano) circula con trenes a vapor entre las ciudades de Villa Elisa y Caseros en la Provincia de Entre Ríos, recorriendo 36 km (22 mi) en 120 minutos.

## Australia

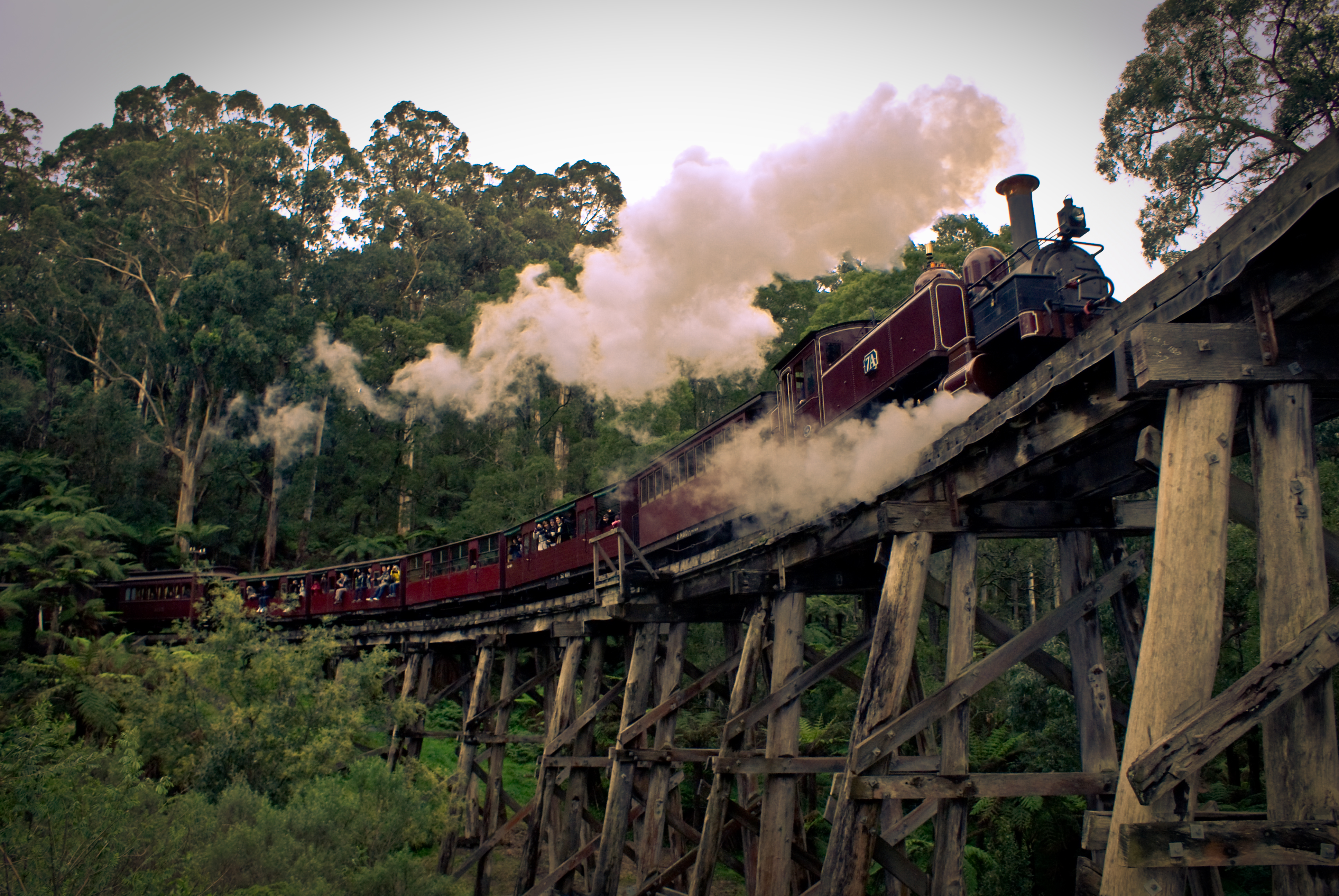
Puente ferroviario Puffing Billy.

El segundo ferrocarril más conservado del mundo, y el primero fuera del Reino Unido, es el Puffing Billy Railway de Australia. Este ferrocarril opera en 24 km de vía, con gran parte de su material rodante original construido ya en 1898. Algo más de la mitad de las líneas patrimoniales australianas funcionan con locomotoras cisterna de vía estrecha, al igual que las líneas de vía estrecha del Reino Unido.

## España
En España funcionan varios trenes históricos como el Tren de Felipe II y el Tren de la Fresa, que gestiona la Fundación de los Ferrocarriles Españoles, o la completa campaña de viajes que organiza la Asociación de Amigos del Ferrocarril de Madrid.